# Armoriale delle famiglie italiane (Ad-Aj)
Questo è l'armoriale delle famiglie italiane il cui cognome inizia con le lettere che vanno da Ad ad Aj.

## Armi

### Ada
| Stemma | Casato e blasonatura |
| ------ | --- |
|        | Adalferii (Molise) (la blasonatura non è stata ancora caricata) (citato in DAlena) |
|        | Adami (Torino) Titolo: Nobile troncato: al 1º d'azzurro al monte di verde, ristretto di tre vette, quella di mezzo più alta, sormontata tre stelle d'oro, ordinate in fascia; al 2º bandato di rosso e d'oro, di quattro pezzi (citato in SPRE – Vol. I pag. 314) 3 monti ristretti di verde il centrale più alto uscenti dalla troncatura su azzurro - 3 stelle (5 raggi) di argento poste in fascia in alto su azzurro - bandato di rosso e di oro (4 pezzi) (citato in LEOM) |
|        | Adami (Murazzano) Titolo: Conti di Bergolo, Cavagliano Troncato, al 1° d'azzurro al monte d'oro, ristretto, di tre vette, quella di mezzo più alta, sormontate da tre stelle d'argento ordinate in fascia, al 2° bandato di rosso e d'oro di quattro pezzi (citato in SUBL, MANN) |
|        | Adami (Teramo) Troncato di rosso e d’argento, al melo sradicato al naturale Alias: Troncato di rosso e d’argento, al melo sradicato al naturale, con una serpe dal volto umano accollata al tronco e uscente dalle fronde (citato in L’arte araldica del Rinascimento fermano Un armoriale dei podestà e capitani del Popolo di Fermo della seconda metà del XV secolo, ESTRATTO da Fermo. Storia artistica della città del Girfalco) |
|        | Adami (Torino) monte a 3 cime di verde su azzurro uscente dalla troncatura - 3 stelle (5 raggi) di oro poste in fascia in alto su azzurro - bandato (4 pezzi) di rosso e di oro (citato in LEOM) |
|        | Adami (Pistoia) d'azzurro a tre clave nocchiute d'oro, in palo ( immagine di ASFI, su archiviodistato.firenze.it (archiviato dall'url originale l'11 marzo 2016).) (citato in SPRE – Vol. IX pag. 179 e in ASFI) alias D'argento, a tre clave d'azzurro, poste in palo affiancate (citato in ASFI e in STPT) |
|        | Adami (Pisa) D'azzurro, alla porta merlata (o castello) d'argento, chiusa di rosso, racchiusa fra due torri infiammate di rosso ( immagine di ASFI, su archiviodistato.firenze.it (archiviato dall'url originale l'11 marzo 2016).) (citato in ASFI) |
|        | Adami (Venezia) Giglio (citato in DAlena) |
|        | Adami o Adamoni o Adamoli (Cremona) d'azzurro ad un albero accollato di un serpente e accostato delle figure di Adamo ed Eva, il tutto al naturale; al capo d'oro, caricato di un'aquila di nero (citato in BLCR) alias Interzato in fascia; nel primo di rosso al leone passante d'oro; nel secondo d'oro; nel terzo d'azzurro a tre stelle d'argento, 1 e 2 (citato in BLCR) Immagine in Blasonario Cremonese (archiviato dall'url originale il 2 marzo 2017). |
|        | Adami Lami (Firenze) inquartato: nel 1º d'azzurro al montante d'oro posto in mezzo a due stelle di otto raggi dello stesso; nel 2º di azzurro al falcone serrante negli artigli una colomba, il tutto al naturale; nel 3º d'azzurro a due colombe al naturale, volanti l'una in banda e l'altra in sbarra; nel 4º di rosso a due fasce d'oro; con la fascia d'oro attraversante sull'inquartato (citato in SPRE – Vol. IX pag. 178) fascia di oro su - luna montante di oro su azzurro affiancata - 2 stelle (8 raggi) di oro su azzurro - falcone afferrante colomba al naturale su azzurro - 2 colombe addossate al naturale in volo di argento su azzurro - 2 fasce di oro su rosso (citato in LEOM) |
|        | Adami Lami (Firenze) 3 clave nocchiute di oro in palo poste in fascia su azzurro (citato in LEOM) |
|        | Adamo (Canicattì, Messina) Titolo: Baroni del Monte, della Grazia e di Santa Maria di Spataro spaccato di rosso e d'azzurro, con la divisa d'oro attraversante; nel 1º al leone leopardito d'argento passante sulla divisa; nel 2º a tre stelle d'argento, male ordinate (citato in SPRE – Vol. I pag. 315, in Mango e in NBSC) spaccato di rosso e d'azzurro con la divisa d'oro, nel primo leone d'argento passante, nel secondo di tre stelle d'argento (citato in PRTS e in DAlena) fascia di oro su troncato di rosso e di azzurro - leone passante di argento sulla fascia su rosso - 3 stelle (6 raggi) di argento su azzurro poste 1,2 (citato in LEOM) (Cenno storico in Famiglie nobili di Sicilia (archiviato dall'url originale il 12 febbraio 2018).) Ulteriore ragguaglio storico in Famiglie nobili di Sicilia (archiviato dall'url originale l'11 febbraio 2018). |
|        | Adamo (Sicilia) Titolo: barone Di rosso, con una fascia d'oro accompagnata in capo da un leone passante dell'istesso metallo, ed in punta tre da stelle d'argento con sei raggi male ordinate 1 e 2 (citato in DAlena e in NBSC) (Cenno storico in Famiglie nobili di Sicilia (archiviato dall'url originale il 12 febbraio 2018).) |
|        | Adamo (Veneto) (d'argento, alla fascia accompagnata in capo da tre rose male ordinate e in punta da un giglio il tutto d'oro) (citato in STBV) (immagine dello Stemmario reale di Baviera.) |
|        | Adamo (Altino, Venezia) (la blasonatura non è stata ancora caricata) (citato in UNFE) Immagine nella Biblioteca Estense Universitaria (id. 7097). |
|        | Adamo (Altino, Venezia) (la blasonatura non è stata ancora caricata) (citato in UNFE) Immagine nella Biblioteca Estense Universitaria (id. 5651). |
|        | Adani (Modena, Ferrara) (la blasonatura non è stata ancora caricata) (citato in UNFE) Immagine nella Biblioteca Estense Universitaria (id. 583). |
|        | Adani (la blasonatura non è stata ancora caricata) (citato in UNFE) Immagine nella Biblioteca Estense Universitaria (id. 3647). |
|        | Adani (Modena) (la blasonatura non è stata ancora caricata) (citato in UNFE) Immagine nella Biblioteca Estense Universitaria (id. 1537). |
|        | Adatti (Firenze) D'oro, seminato di crocette fioronate e pieficcate di nero, all'orso rampante attraversante dello stesso ( immagine di ASFI, su archiviodistato.firenze.it (archiviato dall'url originale l'11 marzo 2016).) (citato in ASFI) |
|        | Adatti (Firenze) Palato di otto pezzi d'argento e di rosso ( immagine di ASFI, su archiviodistato.firenze.it (archiviato dall'url originale l'11 marzo 2016).) (citato in ASFI) |

### Add
| Stemma | Casato e blasonatura |
| ------ | --- |
|        | Adda (Milano) (la blasonatura non è stata ancora caricata) (citato in UNFE) Immagine nella Biblioteca Estense Universitaria (id. 2839). |
|        | Addisi (Tropea) d'azzurro all'elmo d'argento tenuto da una branca di leone d'oro (LA) campum ceruleum Galeam argenteam a brancia Leonis aurati detentam (citato in BLCL) Immagine e notizie storiche in Tropea Magazine.                                      |
|        | Addutti (Pistoia) Troncato: nel 1º d'azzurro, al cane passante d'argento, collarinato di rosso; nel 2º di rosso pieno alias Di rosso pieno, al capo cucito d'azzurro, caricato di un cane passante d'argento, collarinato di rosso (citato in ASFI e in STPT) |

### Ade
| Stemma | Casato e blasonatura |
| ------ | --- |
|        | Adelardi (la blasonatura non è stata ancora caricata) (citato in UNFE) Immagine nella Biblioteca Estense Universitaria (id. 3449). |
|        | Adelardi (Bologna) (d'oro, al giglio d'argento, affiancato da due rose di rosso) (citato in BLBO - immagine in Blasone Bolognese (archiviato dall'url originale il 7 aprile 2017).) |
|        | Adelasio (Bergamo, Spirano, Catania) Titolo: Nobile troncato e semipartito: il 1º d'oro all'aquila coronata di nero; il 2º d'oro a tre bandiere di nero, col drappo aguzzo e ripiegato sull'asta, piantate sulla campagna di verde; il 3º d'azzurro alla torre d'argento, aperta, finestrata e murata di nero (citato in SPRE – Vol. I pag. 316 e Vol. IX pag. 179) aquila coronata di nero su oro - 3 bandiere di nero in palo piantate su terrazzo di verde su oro - torre di argento aperta e finestrata di nero su azzurro (citato in LEOM) |
|        | Adelasio (Bergamo, Spirano, Catania) Titolo: Nobile partito: nel 1º d'argento a tre bandiere di rosso uscenti dal terreno di verde; nel 2º d'azzurro al castello di tre torri d'oro; il tutto col capo dell'impero (citato in SPRE – Vol. IX pag. 179) 3 bandiere bifide di rosso su terrazzo di verde su argento - castello (3 torri) di oro chiuso dello stesso su azzurro - capo d'Impero (citato in LEOM) |
|        | Adelgais (Firenze) D'oro, al palo di rosso, caricato di tre stelle del campo alias Partito: nel 1º partito d'azzurro e di nero; nel 2º d'oro, alla fascia di rosso, caricata di tre stelle del campo (citato in ASFI) |
|        | Ademari (Sicilia) Troncato d'oro e d'azzurro (citato in Mango, in DAlena e in NBSC) (Cenno storico in Famiglie nobili di Sicilia (archiviato dall'url originale il 12 febbraio 2018).) |
|        | Ademonia o Ebdemonia (Sicilia) D'oro al leone rosso, che tiene con le zampe anteriori un'aquila nera (citato in Mango, in DAlena e in NBSC) (Cenno storico in Famiglie nobili di Sicilia (archiviato dall'url originale il 12 febbraio 2018).) |
|        | Adesi (Tropea) Di rosso alla branca di leone d'oro nascente dal cantone sinistro del capo e tenente sospeso un elmo d'argento bordato d'azzurro (citato in BLCL) |
|        | Adesi (Tropea) Di rosso all'elmo d'argento bordato d'azzurro (citato in BLCL) |
|        | Adesi (Tropea) di rosso con celata d'argento serrata e posta in profilo contornata d'azzurro, sostenuta da una branca di tigre d'oro (citato in BLCL) Immagine e notizie storiche in Tropea Magazine. |

### Adi
| Stemma | Casato e blasonatura |
| ------ | --- |
|        | Adilardi (Tropea) Titolo: Patrizio di Tropea di rosso a tre bande d'oro (citato in SPRE – Vol. I pag. 317 e Vol. IX pag. 180, in PRTS, in NBNA e in BLCL) 3 bande di oro su rosso (citato in LEOM) di rosso con tre sbarre (sic !) d'oro (citato in BLCL) Immagine e notizie storiche in Tropea Magazine. |
|        | Adilardo (Tropea) (LA) (la blasonatura non è stata ancora caricata) (citato in BLCL) Notizie storiche in Tropea Magazine. |
|        | Adimare (Napoletano) (la blasonatura non è stata ancora caricata) (d'azzurro, alla sirena al naturale con due code di verde, coronata d'oro, tenente le code con le mani, accompagnata in capo da due stelle (8) d'oro, sostenuta dalla campagna d'argento, mareggiata d'azzurro) (citato in NBNA) |
|        | Adimari (Firenze) Troncato d'oro e d'azzurro ( immagine di ASFI, su archiviodistato.firenze.it (archiviato dall'url originale l'11 marzo 2016).) (DE) Gold-blau geteilt (citato in KHIF) (Immagine nella Raccolta stemmi Trippini (JPG).) alias Troncato d'oro e d'azzurro, allo scudetto del Popolo fiorentino attraversante (citato in ASFI) alias Troncato d'oro e d'azzurro, allo scudetto attraversante d'argento, caricato di un leone di... (citato in ASFI) alias Troncato d'oro e d'azzurro, alla croce di Pisa attraversante d'argento (citato in ASFI) alias Troncato di... e di..., alla fascia di... passata sulla troncatura e alla crocetta ritrinciata di... posta nel 1º (citato in ASFI) alias Di nero, all'aquila dal volo abbassato d'argento, caricata di sei crescenti montanti del campo (citato in ASFI) alias Troncato d'oro e d'azzurro, al capo d'argento caricato di una croce di rosso (Immagine nella Raccolta stemmi Trippini (JPG).) |
|        | Adimari di Cavicciuli (Toscana) troncato di nero, alla ghirlanda di verde, e d'oro (DE) Schwarz-gold geteilt, oben 1 kranzförmig gebogener grüner Kranz (citato in KHIF) |
|        | Adinolfi o Adinolfo (Sicilia) Titolo: barone D'argento alla spada ed una palma verde situate in croce di S. Andrea, accompagnate da quattro stelle rosse poste una in capo, una in punta, e due ai fianchi (citato in Mango, in DAlena e in NBSC) (Cenno storico in Famiglie nobili di Sicilia (archiviato dall'url originale il 12 febbraio 2018).) |

### Ado
| Stemma | Casato e blasonatura |
| ------ | --- |
|        | Adoaldi (Andres, Venezia) (la blasonatura non è stata ancora caricata) (citato in UNFE) Immagine nella Biblioteca Estense Universitaria (id. 5652). |
|        | Adoaldo (Veneto) (di rosso, alla fascia d'azzurro caricata di un uccello posato d'argento) (citato in STBV) (immagine dello Stemmario reale di Baviera.) |
|        | Adonnino (Messina, Licata) Titolo: duca della Catena; conte; barone di Pileri, Suttafari d'azzurro, al leone coronato d'oro, che tiene colle zampe anteriori un tizzone dello stesso, acceso di rosso (citato in SPRE – Vol. I pag. 317 e Vol. IX pag. 180, in Mango, in PRTS e in NBSC) D'azzurro al leone coronato d'oro tenente un tizzone acceso con le zampe anteriori (citato in DAlena) leone rampante coronato di oro tizzone dello stesso acceso di rosso in destra su azzurro (citato in LEOM) (Cenno storico in Famiglie nobili di Sicilia (archiviato dall'url originale il 12 febbraio 2018).) Ulteriore ragguaglio storico in Famiglie nobili di Sicilia (archiviato dall'url originale l'11 febbraio 2018). . |
|        | Adorna o Adorno (Ovada) D'oro, alla banda scaccata di tre file di rosso e d'argento (citato in STOV) |
|        | Adornetto (Pisa, Napoletano) Titoli: Conte, Signore, Patrizio di Pisa, Nobile in Messina. Vedi Adorni Braccesi (citato in CAIS e in NBNA) |
|        | Adorni Braccesi (Firenze) Titoli: Conte, Patrizio di Pisa partito: nel 1º semipartito, a) di rosso alla bandiera d'argento spiegata posta in banda, b) scaccato di nero e d'argento di tre file; nel 2º d'azzurro al destrocherio di rosso armato di spada posta in sbarra, uscente dal fianco sinistro dello scudo, accompagnato in capo da tre gigli d'oro posti fra i quattro pendenti di un lambello di rosso (citato in SPRE – Vol. I pag. 317) Partito: nel 1º partito: a) di rosso, alla bandiera spiegata d'argento, b) scaccato di tre file di nero e d'argento; nel 2º d'azzurro, al destrocherio vestito di rosso, impugnante in sbarra con la mano di carnagione una spada alta al naturale, guarnita d'oro, sormontato da tre gigli d'oro, ordinati fra i quattro pendenti di un lambello di rosso ( immagine di ASFI, su archiviodistato.firenze.it (archiviato dall'url originale l'11 marzo 2016).) (citato in ASFI) bandiera di argento spiegata posta in banda su rosso - scaccato di nero e di argento - braccio destro uscente da destra vestito di rosso impugnante con la mano di carnagione una spada posta in sbarra di argento su azzurro - capo d'Angiò cucito (citato in LEOM) |
|        | Adorno (Genova) Titoli: Re e Principe di Chios, Doge di Genova, Principe Genovese e Patrizio Genovese. d'oro, alla banda scaccata di 3 file d'argento e di nero (citato in SPRE – Vol. I pag. 318) d'oro, alla banda scaccata d'argento e di nero a tre file (citato in Mango banda scaccata (3file) di argento e di nero su oro (citato in LEOM) |
|        | Adorno (Genova) Titolo: Conti di Silvano d'Orba, Signori di Cantalupo, Capriata, Castelletto d'Orba, Sale D'oro, alla banda scaccata d'argento e di nero, di tre file (citato in SUBL, MANN) alias D'oro, alla banda scaccata d'argento e di nero (citato in SUBL, MANN) alias D'oro, alla banda scaccata di nero e d'argento, con il capo d'oro, cucito, carico di un'aquila bicipite di nero, coronata del campo (citato in SUBL, MANN) alias D'oro, al palo ondato di nero (citato in SUBL, MANN) |
|        | Adorna o Adorno (Ovada) D'oro, alla banda scaccata di tre file d'argento e di nero (citato in STOV) |
|        | Adorno (Napoletano) d'oro alla banda scaccata di tre file di nero e d'argento (citato in NBNA) alias d'oro alla banda scaccata di due file di nero e d'argento (citato in NBNA) alias d'oro alla banda scaccata di tre file di nero e d'argento. Lo scudo accollato all'aquila bicipite del S.R.I. (citato in NBNA) alias d'oro al palo ondato di nero (citato in NBNA) alias d'argento alla banda fusata di quattro file di nero e d'argento (citato in NBNA) Ornamenti: corona ducale - dal 1637 corona reale Motto: Iuncti et fortes - Omnia praetreunt - Adurnus utroque paratus (Notizie storiche in Nobili napoletani.) |
|        | Adorno di Caprarica (Genova, Lecce, Messina, Siracusa) Titoli: barone di Caprarica, nobili d'oro, alla banda scaccata di 3 file d'argento e di nero (citato in PRTS) |

### Adr
| Stemma | Casato e blasonatura |
| ------ | --- |
|        | Adragna (Trapani) Titolo: barone della Salina di Altavilla di rosso, al castello merlato e torricellato di un pezzo d'argento, posto sulla campagna al naturale, la porta guardata da un guerriero armato di tutte pezze d'argento, posto tra due cani al naturale, passanti, moventi l'uno dal lato destro e l'altro dal lato sinistro dello scudo (citato in SPRE – Vol. I pag. 320, in Mango, in DAlena e in NBSC) di rosso al castello merlato d'argento, posto nella campagna al naturale, alla porta di guardia un guerriero d'argento, posto tra due cani al naturale (citato in PRTS) castello (una torre) di argento posto su terrazzo al naturale su rosso - guerriero armato di argento con alabarda in destra posto tra - 2 cani passanti affrontati al naturale (citato in LEOM) (Cenno storico in Famiglie nobili di Sicilia (archiviato dall'url originale l'11 febbraio 2018).) |
|        | Adrec o Adrechio (Nizzardo) Troncato, al 1° d'oro, all'aquila di nero, accompagnata in capo da tre stelle, di rosso, al 2° d'azzurro (citato in SUBL, GARI) |
|        | Adriani e Andriani (Chicago, Ajello) Titoli: Barone del S. R. I. col predicato di Warburg inquartato: nel 1º partito: a) d'oro alla mezza aquila di nero, linguata di rosso coronata del campo, uscente dalla partizione; b) fasciato d'oro e di rosso; nel 2º d'oro all'aquila di nero linguata di rosso, coronata d'oro, rivoltata; nel 3º d'azzurro, al leone coronato d'oro, rivoltato, linguato di rosso con la coda bifida; nel 4º di rosso, alla torre d'argento; sul tutto, partito di rosso e d'argento alla punta rovesciata dall'uno all'altro (citato in SPRE – Vol. I pag. 320) scudetto semigrembiato di argento e di rosso su - mezza aquila bicipite di nero coronata di oro uscente dalla partizione su oro - fasciato di oro e di rosso - aquila di nero rivolta coronata di oro su oro - leone rampante rivolto coronato di oro su azzurro - torre di argento su rosso (citato in LEOM) Cimiero: a destra: la testa d'aquila di nero rivoltata, coronata d'oro; a sinistra: un semivolo di rosso, colle penne remiganti, alternate di rosso e d'argento, in numero di sette |
|        | Adriani (Firenze) D'azzurro, alla croce d'argento, accompagnata nel 1º e nel 4º da una stella dello stesso a otto punte ( immagine di ASFI, su archiviodistato.firenze.it (archiviato dall'url originale l'11 marzo 2016).) (citato in ASFI) (DE) In Blau 1 silbernes Kreuz, rechts oben und links unten begleitet von je 1 achtstrahligen silbernen Stern (citato in KHIF) |
|        | Adriani (Toscana) di rosso, alla fascia d'argento caricata di due pali d'azzurro (DE) In Rot 1 mit 2 blauen Pfählen belegter silberner Balken (citato in KHIF) |
|        | Adriani (Toscana) D'azzurro, alla croce rilevata d'oro, accompagnata nel 1º e nel 4º da una stella dello stesso a otto punte (DE) In Blau 1 facettiertes goldenes Kreuz, rechts oben und links unten begleitet von je 1 achtstrahligen goldenen Stern (citato in KHIF) |
|        | Adriani e Adriani dal Pino (Toscana) D'azzurro, alla croce d'oro, accompagnata nel 2º e nel 3º da una stella dello stesso a otto punte (DE) In Blau 1 goldenes Kreuz, links oben und rechts unten begleitet von je 1 achtstrahligen goldenen Stern (citato in KHIF) |

### Adu
| Stemma | Casato e blasonatura                                                                                        |
| ------ | --- |
|        | Adulfi (Cesena) (la blasonatura non è stata ancora caricata) (citato in BLCW) Immagine in Blasone Cesenate. |

### Adv
| Stemma | Casato e blasonatura                                                      |
| ------ | ------------------------------------------------------------------------- |
|        | Advocatis (la blasonatura non è stata ancora caricata) (citato in DAlena) |

### Ae
| Stemma | Casato e blasonatura                                                                                                |
| ------ | --- |
|        | Aenobarbi (la blasonatura non è stata ancora caricata) (citato in UNFE) Biblioteca Estense Universitaria (id. 3121) |

### Af
| Stemma             | Casato e blasonatura |
| ------------------ | --- |
|                    | Afan de Rivera (Trieste e Pola) Titoli: Nobile dei Marchesi di Villanova delle Torri (Spagna) (De los marqueses de Villanuova de las Torres) d'oro a tre fasce di verde (citato in SPRE – Vol. I pag. 321 e Vol. IX pag. 180) 3 fasce di verde su oro (citato in LEOM) |
|                    | Afan de Rivera Costaguti (Roma) partito: a destra d'oro a tre fasce di verde, a sinistra interzato in pergola rovesciata e piegata: nel 1º e 2º di rosso alla torre d'oro; nel 3º d'argento al leone di rosso coronato di oro (citato in SPRE – Vol. IX pag. 180) 3 fasce di verde su oro - leone rampante di rosso coronato di oro su argento - torre di oro su incappato di rosso (citato in LEOM) |
|                    | Afana da Rivera (Napoletano) (la blasonatura non è stata ancora caricata) (d'oro, a tre fasce di verde) (citato in NBNA) |
|                    | Afeltrio (Napoletano) (la blasonatura non è stata ancora caricata) (di rosso, alla croce d'oro, accantonata da quattro rose d'argento, bottonate d'oro; al capo d'oro caricato di due gigli d'azzurro) (citato in NBNA) |
|                    | Affaitati o Affatati (Cremona, Napoli, Monopoli, Barletta, Benevento) Titolo: Nobili di Barletta e Monopoli, Marchesi di Canosa, marchesi di Grumello, conti di Romanengo d'azzurro al grifo d'oro (citato in SPRE – Vol. I pag. 321, in DAlena, in PRTS e in NBNA) grifo rampante di oro su azzurro (citato in LEOM) d'azzurro al grifo rampante d'oro (citato in BLCR) Immagine in Blasonario Cremonese (archiviato dall'url originale il 2 marzo 2017). (Immagine nella Raccolta stemmi Trippini (JPG).)    |
|                    | Affaticati (Piacenza) Titoli: Conte, Nobile spaccato: al 1º d'oro all'aquila nera col volo abbassato e coronata del campo; al 2º d'azzurro, al pargolo tenente con la mano sinistra una palma e afferrante con la destra la chioma di un leone passante sulla campagna di verde (citato in SPRE – Vol. I pag. 321 e Vol. IX pag. 181) aquila di nero ali abbassate coronata di oro su oro - bambino cavalcante leone passante con foglia di palma in sinistra su terrazzo di verde su azzurro (citato in LEOM) |
|                    | Afflicto (Tropea) (LA) (la blasonatura non è stata ancora caricata) (citato in BLCL) Notizie storiche in Tropea Magazine. |
|                    | Afflitto (Sicilia) Titolo: principe Di rosso all'albero di palma d'oro accostato da due pavoni del color naturale (citato in DAlena e in NBSC) (Cenno storico in Famiglie nobili di Sicilia (archiviato dall'url originale il 12 febbraio 2018).) |
| arma da modificare | Afflitto (Sicilia) di rosso, all'albero di palma d'oro, accostato da due pavoni al naturale. Corona e mantello di principe (citato in Mango e in DAlena) |
|                    | Afflitto o D'Afflitto (Ravello, Scala) Vaiato in punta, di oro e di azzurro (per il patriziato di Ravello) (citato in DAlena) vajato ondato di azzurro e di oro (citato in LEOM) alias Vaiato in palo, di oro e di azzurro (per il patriziato di Ravello) (citato in Chiese di Ravello.) alias Vajato d'oro e d'azzurro (araldica scalese) (citato in DAlena e in NBNA) |
|                    | Afflitto (Tropea) vaiato (in palo ?) d'oro ed azzurro (citato in BLCL) Immagine e notizie storiche in Tropea Magazine. |
|                    | Afflitto (Napoletano) Titolo: barone di Monteroduni e Macchia, di Roccagloriosa; conte di Trivento, di Loreto; duca di Barrea, di Castel di Sangro, di Bernalda, di Campomele; marchese di Montefalcone,di Frignano Maggiore, di Agropoli; principe di Scanno (vaiato minuto, di sei fasce, d'oro e d'azzurro) Cimiero: un cervo con un crocifisso fra le corna (citato in NBNA) |

### Aga
| Stemma | Casato e blasonatura |
| ------ | --- |
|        | Agadi (Veneto, Iesolo, Venezia) (fasciato d'oro e di rosso di quattro pezzi) (citato in STBV) (immagine dello Stemmario reale di Baviera.) (la blasonatura non è stata ancora caricata) (citato in UNFE) Immagine nella Biblioteca Estense Universitaria (id. 5653). |
|        | Agadi (Iesolo, Venezia) (la blasonatura non è stata ancora caricata) (citato in UNFE) Immagine nella Biblioteca Estense Universitaria (id. 7180). |
|        | Agaldi o Ingaldi (Sicilia) d'azzurro, al mare dello stesso, fluttuante d'argento, movente dalla punta, con sopra tre uccelli gaipa d'argento che mirano un sole d'oro, movente dall'angolo destro del capo (citato in Mango) D'azzurro, e di sotto onde marine con tre uccelli Gaipa d'argento che mirano un sole d'oro movente dall'angolo sinistro del capo (citato in DAlena e in NBSC) (Cenno storico in Famiglie nobili di Sicilia (archiviato dall'url originale il 12 febbraio 2018).) |
|        | Agapito (Trieste) Titoli: Nobile Cretense; Conte troncato d'azzurro e d'argento a tre stelle (6) ciascuno dell'uno nell'altro, quelle di sotto 2 e 1 (citato in SPRE – Vol. I pag. 322) 3 stelle (6 raggi) di argento poste in fascia su azzurro - 3 stelle (6 raggi) di azzurro su argento poste 2,1 (citato in LEOM) |
|        | Agari (Sicilia) Di rosso alla fascia d'argento caricata da tre bisanti rossi, accompagnata nel capo da una stella d'argento con sei raggi (citato in DAlena e in NBSC) (Cenno storico in Famiglie nobili di Sicilia (archiviato dall'url originale il 12 febbraio 2018).) |
|        | Agata (Matera) Di rosso alla colonna d'argento accollata da una biscia d'argento (citato in DAlena) |
|        | Agatea (Chioggia) (la blasonatura non è stata ancora caricata) (citato in Araldica gentilizia (archiviato dall'url originale il 4 marzo 2016).) |
|        | Agatoni (Montefalco) (la blasonatura non è stata ancora caricata) (citato in Degli Abbati) |
|        | Agazzani (Carpi) testa di delfino nascente dalla punta con la bocca aperta (spasimata) di argento ingolante un arbusto di verde cimato da un uccello passero al naturale tutto su rosso (citato in LEOM) |
|        | Agazzarri (Siena) Di rosso, alla croce doppiomerlata d'argento e al capo semipartito d'oro e d'azzurro caricato dell'aquila bicipite coronata sulle due teste, dell'uno all'altro (citato in ASFI) |

### Age
| Stemma | Casato e blasonatura |
| ------ | --- |
|        | Agello o Ajello (Sicilia) d'argento, al mare fluttuante d'azzurro, movente dalla punta, dal quale sorge una testa di delfino, che guarda un sole di rosso, movente dall'angolo destro del capo (citato in Mango) d'argento con onde azzurre, dalle quali sorge una testa di pesce delfino che guarda i raggi di un sole rosso movente dall'angolo destro del capo (citato in NBSC) (Cenno storico in Famiglie nobili di Sicilia (archiviato dall'url originale il 12 febbraio 2018).) |
|        | Ageni (Ovada) Di rosso, al contadino rivolto di spalle, vestito al naturale con le braccia distese d'argento, stante sulla pianura di verde, col capo d'azzurro, caricato di un angelo nascente d'argento, dalle ali di rosso, chiomato d'oro (citato in STOV) |
|        | Ages (Sicilia) Titolo: barone di Santo Stefano Trinciato d'argento e di nero con un leone dell'uno e dell'altro che tiene un giglio d'oro con le zampe anteriori (citato in DAlena e in NBSC) (Cenno storico in Famiglie nobili di Sicilia (archiviato dall'url originale il 12 febbraio 2018).) |
|        | Ages o Lisages o Liarges o Liages (Sicilia) trinciato d'argento e di nero, al leone dell'uno nell'altro, guardante un giglio pure dell'uno nell'altro (citato in Mango) |

### Agg
| Stemma | Casato e blasonatura |
| ------ | --- |
|        | Aggravi (Sarteano) (d'azzurro, alla fede di carnagione vestita di rosso, sormontata da quattro bisanti d'oro posti 1, 2, 1) (citato in BNDD) Immagine ne L'araldica sarteanese nei secoli. |

### Agh
| Stemma | Casato e blasonatura |
| ------ | --- |
|        | Aghemio (Cavallermaggiore) Troncato, d'argento, alla biscia di verde, ingoiante un putto di carnagione, e d'azzurro, alla banda ondata, d'argento (citato in SUBL, MANN ) |
|        | Aghemio (Villafranca d'Asti) Troncato, d'oro, all'aquila di nero, e d'argento, alla fascia d'azzurro, ondata (citato in SUBL, MANN) Motto: Non omnia patent |
|        | Aghemo (da Moncalieri e in Torino) Titolo: Conti, Nobili di Perno troncato: d'argento, alla biscia d'azzurro ingoiante un putto di carnagione; e d'azzurro, alla banda ondata, d'argento (citato in SPRE – Vol. I pag. 323) Troncato, al 1° d'argento, alla biscia d'azzurro, ingoiante a metà un putto nudo di carnagione, posto in maestà e muovente in fascia con le braccia aperte in palo, al 2° d'azzurro, alla banda ondata, d'argento (citato in SUBL, MANN) biscione visconteo su argento - banda ondata di argento su azzurro (citato in LEOM) |
|        | Aghinetti (Firenze) Troncato d'azzurro e d'oro, al capro saliente attraversante dell'uno all'altro ( immagine di ASFI, su archiviodistato.firenze.it (archiviato dall'url originale l'11 marzo 2016).) (citato in ASFI) |
|        | Aghinetti (Firenze) Di rosso, a tre pali di vaio e alla fascia attraversante d'azzurro (citato in ASFI) |
|        | Aghinolfi (precedentemente Pazzi) (Firenze) Partito di rosso e d'argento, a due mazze decussate attraversanti dell'uno all'altro, con la bordura d'azzurro ( immagine di ASFI, su archiviodistato.firenze.it (archiviato dall'url originale l'11 marzo 2016).) (citato in ASFI) |

### Agi
| Stemma | Casato e blasonatura |
| ------ | --- |
|        | Agiati (Pistoia) D'azzurro, all'uccello di rosso posato su un monte di tre cime d'argento, e tenente nel becco un ramoscello di verde; il tutto in mezzo a tre stelle a otto punte d'oro, 1.2 (citato in ASFI) |
|        | Agilar di Cordua (Napoletano) (la blasonatura non è stata ancora caricata) (d'oro, a tre fasce di rosso) (citato in NBNA)                                                                                      |

### Agl
| Stemma | Casato e blasonatura |
| ------ | --- |
|        | Agli (Firenze) D'oro, al leone di rosso; con la bordura d'azzurro caricata di una corda d'agli d'argento ( immagine di ASFI, su archiviodistato.firenze.it (archiviato dall'url originale l'11 marzo 2016).) (citato in ASFI) (Immagine nella Raccolta stemmi Topoguz.) alias Troncato d'oro e di rosso, al leone attraversante dell'uno all'altro, con il capo del Popolo fiorentino e con la bordura d'azzurro caricata di una corda d'agli d'argento (citato in ASFI) alias Troncato d'argento e di rosso, al leone attraversante dell'uno all'altro; con il capo del Popolo fiorentino (citato in ASFI) alias D'argento, al leone di rosso, con il capo del Popolo fiorentino (citato in ASFI) alias D'oro, seminato di agli d'argento, al leone attraversante di rosso; con il capo del Popolo fiorentino (citato in ASFI) (DE) Unter silbernem Schildhaupt, darin 1 rotes Kreuz, in mit silbernen Knoblauchzehen besätem goldenen Feld 1 roter Löwe (citato in KHIF) |
|        | Agli (Firenze) Porro (citato in DAlena) |
|        | Agli (Toscana) D'oro, seminato di agli d'argento, al leone attraversante di rosso; con il capo di rosso alla croce d'argento (DE) Unter 1 roten Schildhaupt, darin 1 silbernes Kreuz, in mit silbernen Knoblauchzehen besätem goldenen Feld 1 roter Löwe (citato in KHIF) |
|        | Agli (Toscana) d'oro, al leone di rosso; alla bordura del primo caricata di agli pure d'oro (DE) Innerhalb 1 mit goldenen Knoblauchzehen belegten goldenen Schildbords in Gold 1 roter Löwe (citato in KHIF) |
|        | Agli (Toscana) d'oro, al leone di rosso; al capo d'argento caricato di una croce di rosso; il tutto alla bordura d'azzurro caricata di spicchi d'aglio d'argento uscenti dal lato interno della bordura (DE) Innerhalb 1 mit aus der Innenkante hervorkommenden silbernen Knoblauchzehen belegten blauen Schildbords, unter 1 mit 1 roten Kreuz belegten silbernen Schildhaupt, in Gold 1 roter Löwe (citato in KHIF) |
|        | Agli (Toscana) d'oro, al leone di rosso coperto di crescenti montanti d'oro; alla bordura d'azzurro caricata di spicchi d'aglio d'argento (DE) Innerhalb 1 blauen Schildbords in Gold 1 mit liegenden goldenen Halbmonden bestreuter roter Löwe, der Schildbord der Figur nach belegt mit silbernen Knoblauchzehen (citato in KHIF) |
|        | Agli (Toscana) troncato d'argento e di rosso, al leone dall'uno all'altro; al capo di rosso caricato di una croce d'argento (DE) Unter rotem Schildhaupt, darin 1 silbernes Kreuz, in silber-rot geteiltem Feld 1 Löwe in verwechselten Tinkturen (citato in KHIF) |
|        | Agli (Toscana) d'oro, al leone di rosso (DE) In Gold 1 roter Löwe (citato in KHIF) |
|        | Agli o Alli (Firenze) (la blasonatura non è stata ancora caricata) (Immagine nella Raccolta stemmi Trippini (JPG).) |
|        | Agliani (Pistoia) Tagliato cuneato d'oro e di rosso (citato in ASFI e in STPT) |
|        | Agliano (Asti) Titolo: Signori di Agliano, Consignori di Castelnuovo Calcea, Lanerio Fasciato ondato d'azzurro e argento (citato in SUBL, MANN) |
|        | Agliardi (Torino, Bergamo) d'oro, alla fascia di rosso caricata di tre agli d'argento, accompagnati in capo da un'aquila coronata di nero e in punta da due tralci di vite, fruttati al naturale, posti in croce di S. Andrea (citato in SPRE – Vol. I pag. 323 e Vol. IX pag. 181) 3 teste di aglio di argento su fascia di rosso su oro - aquila coronata di nero in alto su oro - 2 tralci di vite al naturale in doppia croce di Sant'Andrea in basso su oro (citato in LEOM) 3 teste di aglio al naturale rovesciate su fascia di rosso su oro - aquila coronata di nero su oro in alto - 2 tralci di vite al naturale fruttati di nero incrociati 2 volte su oro in basso (citato in LEOM) Cimiero: l'aquila del campo |
|        | Agliardi (Torino, Bergamo) d'oro, alla fascia di rosso caricata di tre agli d'argento, accompagnati in capo da un'aquila bicipite di nero e in punta da due tralci di vite decussati al naturale (citato in SPRE – Vol. IX pag. 181) 3 teste di aglio di argento su fascia di rosso su oro - aquila bicipite di nero in alto su oro - 2 tralci di vite al naturale in croce di Sant'Andrea in basso su oro (citato in LEOM) Cimiero: l'aquila del campo |
|        | Agliardi (Piemonte) Porro (citato in DAlena) |
|        | Agliata o Alliata (Milano, Novara, Pisa, Palermo) Titolo: principe di Villafranca; duca di Salaparuta, Saponara, Pietretagliate; barone di Solanto d'oro a tre pali di nero (citato in SPRE – Vol. I pag. 323) d'oro con tre pali di nero, supporto un'aquila bicipite (citato in NBSC) 3 pali di nero su oro (citato in LEOM) Cimiero: un cigno uscente (Cenno storico in Famiglie nobili di Sicilia (archiviato dall'url originale il 12 febbraio 2018).) |
|        | Agliati (Milano) Di rosso, a due pali d'argento, alla banda d'azzurro, attraversante, caricata di un giglio d'argento posto in direzione della banda ed accompagnato in capo ed in punta da due stelle pure d'argento; col capo d'oro, all'aquila bicipite di nero. |
|        | Agliaudi e Agliaudi Baroni o Alliaudi (Torino) Titolo: conte di Tavigliano d'azzurro al leone d'oro, armato e linguato di rosso, sormontato da tre teste d'aglio, al naturale, ordinate in fascia; col capo d'oro, carico di un'aquila di nero (citato in SPRE – Vol. I pag. 324, in SUBL, in ARCN e in MANN) leone rampante di oro su azzurro - 3 teste di aglio al naturale poste in fascia in alto su azzurro - aquila di nero su oro in capo (citato in LEOM) Cimiero: la fenice sulla sua immortalità Motto: Perit ut vivat |
|        | Agliaudi (Susa) Titolo: Consignori di Giaglione, Susa D'oro, a sei bande di nero (citato in SUBL, MOLA, p. 57, MANN) |
|        | Aglio (Cremona) Porro (citato in DAlena) |
|        | Aglione (Firenze) trinciato d'oro e d'azzurro ad un aglio dell'uno nell'altro (citato in GUCA – Vol. I pag. 409) |
|        | Aglione (Firenze) Trinciato d'oro e d'azzurro ad un giglio dell'uno nell'altro (citato in DAlena) |
|        | Aglione (Firenze) Porro (citato in DAlena) |
|        | Aglioni (Firenze) Trinciato d'oro e d'azzurro ( immagine di ASFI, su archiviodistato.firenze.it (archiviato dall'url originale l'11 marzo 2016).) (citato in ASFI) (DE) Gold-blau schräggeteilt (citato in KHIF) |

### Agn
| Stemma | Casato e blasonatura |
| ------ | --- |
|        | Agnelini (Modena, Ferrara) (la blasonatura non è stata ancora caricata) (citato in UNFE) Immagine nella Biblioteca Estense Universitaria (id. 592). |
|        | Agnelini (Modena) (la blasonatura non è stata ancora caricata) (citato in UNFE) Immagine nella Biblioteca Estense Universitaria (id. 1540). |
|        | Agnelli (Ferrara) d'azzurro all'albero terrazzato di verde e a un agnello d'argento coricato dinanzi al tronco dell'albero, con la testa rivolta e fissante una stella di sei raggi d'oro posta nel cantone sinistro del capo citato in SPRE – Vol. I pag. 324) agnello sdraiato su terrazzo di verde posto davanti a - albero al naturale terrazzato dello stesso su azzurro - l'agnello mirante con la testa rivolta una stella (6 raggi) di oro in alto a destra su azzurro (citato in LEOM) Motto: Inter oves locum praesta |
|        | Agnelli (Firenze) Di..., all'albero di... nodrito sul terreno al naturale e accostato al tronco da due pecore (o agnelli) contropassanti di... (citato in ASFI) |
|        | Agnelli e Agnelli Maffei (Mantova) Titolo: Conti di Castelletto Molina D'azzurro, all'agnello d'argento, ritto (citato in SUBL, MANN) alias Inquartato, al 1° e 4° d'oro, alla fascia di rosso, carica di tre stelle (8) d'oro, al 2° e 3° d'azzurro, all'agnello d'argento, saliente, il tutto con il capo d'oro, carico di un'aquila bicipite di nero, coronata d'oro sulle due teste (citato in SUBL, MANN) alias Inquartato, al 1° e 4° d'azzurro, all'agnello d'argento, ritto, al 2° e 3° troncato d'oro e d'argento, con la fascia di rosso sulla partizione, carica di tre stelle d'argento (citato in SUBL, MANN) alias Inquartato, al 1° e al 4° fasciato di tre pezzi, d'oro, di rosso e d'argento, al 2° e al 3° d'azzurro, all'agnello d'argento passante; con il capo d'oro, carico di un'aquila, di nero (citato in SUBL, MANN) |
|        | Agnelli (Saluzzo) D'azzurro, all'agnello d'argento, coronato d'oro, ritto (citato in SUBL, MANN) |
|        | Agnellini (la blasonatura non è stata ancora caricata) (citato in UNFE) Immagine nella Biblioteca Estense Universitaria (id. 3656). |
|        | Agnello (Cefalù, Lentini) Titolo: barone di Signafari, Ramata; signofre di Ogliastro, Lorito d'azzurro, a quattro pali d'oro; l'agnello pasquale d'argento attraversante sul tutto citato in SPRE – Vol. I pag. 325 e in Mango) alias D'azzurro con quattro pali d'oro ed un agnello d'argento broccante sul tutto (citato in DAlena e in NBSC) d'azzurro ai quattro pali d'oro, passante un agnello d'argento (citato in PRTS) agnello di argento passante attraversante su 4 pali di oro su azzurro (citato in LEOM) (Cenno storico in Famiglie nobili di Sicilia (archiviato dall'url originale il 12 febbraio 2018).) Ulteriore ragguaglio storico in Famiglie nobili di Sicilia (archiviato dall'url originale l'11 febbraio 2018). |
|        | Agnès (= Agni, Agniel); Agnès Des Geneys (da Bardonecchia, in Susa e Chiomonte, poi in Genova) Titolo: Signori di Bardonecchia, Les Geneys (nel XX sec. concessione Conti Des Geneys all'ultima della casa); Conti di Pinasca, Inverso Pinasca e Grandubbione, Baroni di Fenile, Mattie di rosso, all'agnello pasquale d'argento; col capo cucito d'azzurro, carico di una mezzaluna montante, accostata da due stelle, il tutto d'oro (citato, con differenti puntualizzazioni, in SPRE – Vol. I p. 325;SUBL; MOLA, p. 58; MANN) agnello pasquale passante di argento testa rivolta su rosso - luna crescente accompagnata da 2 stelle (6 raggi) tutto di oro su azzurro in capo (citato in LEOM) |
|        | Agnès des Geneys (Genova) Titoli: Conte des Geneys, Barone di Fenile; Barone di Mattie di rosso, all'agnello pasquale passante sopra un ristretto di terreno, il tutto al naturale; col capo d'azzurro, carico di una mezzaluna montante, accostata da due stelle, il tutto d'argento citato in SPRE – Vol. IX pag. 182) agnello pasquale su ristretto di verde su rosso - luna montante affiancata da - 2 stelle (5 raggi) di argento su azzurro in capo (citato in LEOM) |
|        | Agnès des Geneys di rosso all'agnello pasquale passante sopra un ristretto di terreno il tutto al naturale col capo cucito di azzurro, al montante accostato da 2 stelle, il tutto d'oro (citato in SPRE – Vol. III pag. 173, alla voce Figoli, famiglia in cui gli Agnès Des Geneys si estinsero per via di femmine, v. Figoli) |
|        | Agnese (Napoletano) Titolo: barone di Piro, di Roccaguglielmina, di San Giovanni Incarico d'azzurro alle due spade incrociate d'argento con le punte rivolte verso il basso (d'azzurro, a due spade d'argento, manicate d'oro, abbassate in decusse) (citato in NBNA) Notizie storiche in Nobili napoletani. |
|        | Agnese (Napoletano) (la blasonatura non è stata ancora caricata) (d'azzurro, a due spade d'argento, manicate d'oro, abbassate in decusse, alla filiera dentata d'oro) (citato in NBNA) |
|        | Agnesi (Milano) aquila di nero coronata di oro sull'oro del troncato di oro e di azzurro - 2 spade poste in croce di Sant'Andrea le punte al basso di argento manicate di oro traversanti una spugna dello stesso sull'azzurro (citato in LEOM) |
|        | Agneta (Ovada) D'azzurro, all'agnello rivoltato al naturale, passante sulla campagna di verde, con lo sfondo alberato al naturale (citato in STOV) |
|        | Agnifili (Abruzzo) Spaccato: nel 1° d'argento all'agnello al naturale sormontato da un libro di rosso; nel 2° di verde (citato in DAlena) |
|        | Agnini (Fivizzano, Pontremoli) Titolo: Nobile d'azzurro al pino sulla pianura erbosa al naturale, sormontato da tre stelle di 8 raggi d'oro male ordinate e accostato da due cavalli d'argento seduti sulla pianura e affrontati citato in SPRE – Vol. I pag. 325) D'azzurro al pino piantato sulla pianura erbosa al naturale, sormontato da 3 stelle d'oro (8) male ordinate ed accompagnato ai lati da due cavalli d'argento seduti sulla pianura ed affrontati (citato in DAlena) albero di pino di verde su terrazzo al naturale su azzurro - 2 cavalli di argento sdraiati sul terrazzo e affrontati - 3 stelle (8 raggi) di oro su azzurro in alto poste 1,2 (citato in LEOM) |
|        | Agnini (Finale Emilia, Modena, Molinella, Firenze, Roma) Titolo: Nobile di Finale di rosso, all'agnello d'argento, passante sopra la campagna di verde cucita e sormontata da una stella (8) d'oro citato in SPRE – Vol. I pag. 326) agnello di argento passante su terrazzo di verde testa rivolta su rosso - stella (8 raggi) di oro in alto su rosso (citato in LEOM) (la blasonatura non è stata ancora caricata) (citato in UNFE) Immagine nella Biblioteca Estense Universitaria (id. 2). |
|        | Agnini (Pontremoli) d'azzurro, al pino piantato sulla pianura erbosa al naturale, sormontato da tre stelle d'oro (8) male ordinate ed accompagnato ai lati da due cavalli d'argento seduti sulla pianura ed affrontati (citato in GUCA – pag. 426) |
|        | Agnini (Pontremoli) D'azzurro, al pino al naturale nodrito sul terreno dello stesso, sormontato da tre stelle a otto punte d'oro, 1.2, e affiancato al tronco da due agnelli d'argento, coricati sul terreno affrontati ( immagine di ASFI, su archiviodistato.firenze.it (archiviato dall'url originale l'11 marzo 2016).) (citato in ASFI) |
|        | Agnolini (Siena) Troncato ondato d'oro e d'azzurro, alla stella a otto punte del secondo nel primo (citato in ASFI) |
|        | Agnolo (la blasonatura non è stata ancora caricata) (citato in DAlena) |
|        | Agnolo di Vannuccio (Siena) D'azzurro, al compasso aperto in scaglione d'argento, accompagnato da tre crocette dello stesso, 2.1 (citato in ASFI) |
|        | Agnon (Sicilia) Serpente (citato in DAlena) |
|        | Agnon (Sicilia) d'argento, all'aquila spiegata di nero, tenente negli artigli due serpi dello stesso (citato in Mango) D'argento all'aquila nera che tiene con gli artigli due serpi nere (citato in DAlena e in NBSC) (Cenno storico in Famiglie nobili di Sicilia (archiviato dall'url originale il 12 febbraio 2018).) |
|        | Agnusdio (Altino, Veneto) (d'azzurro, all'agnello pasquale d'argento, con la testa rivoltata, tenente con la zampa anteriore sinistra una croce astile d'oro, con una banderuola d'argento caricata di una croce di rosso) (citato in UNFE e in STBV) (immagine dello Stemmario reale di Baviera.) |

### Ago
| Stemma | Casato e blasonatura |
| ------ | --- |
|        | Agocchi o Agocchia o Delle Agocchie (Bologna) 3 aghi di argento posti a ventaglio su monte a 3 cime dello stesso a forma di trifoglio uscente dalla punta tutto su oro (citato in LEOM) |
|        | Agocchi o Dalle Agocchie (Bologna) (la blasonatura non è stata ancora caricata) (citato in BLBO - immagine in Blasone Bolognese (archiviato dall'url originale il 4 marzo 2016).) |
|        | Agocchi (la blasonatura non è stata ancora caricata) (citato in UNFE) Immagine nella Biblioteca Estense Universitaria (id. 3635). |
|        | Agocchi (la blasonatura non è stata ancora caricata) (citato in UNFE) Immagine nella Biblioteca Estense Universitaria (id. 3634). |
|        | Agocchi (Bologna) (la blasonatura non è stata ancora caricata) (citato in BLBO - immagine in Blasone Bolognese (archiviato dall'url originale il 7 aprile 2017).) |
|        | Agocchia (Bologna) (la blasonatura non è stata ancora caricata) (citato in BLBO - immagine in Blasone Bolognese (archiviato dall'url originale il 7 aprile 2017).) |
|        | Agocchiari (Bologna) Spaccato: nel 1° d'azzurro al cervo nascente d'oro; nel 2° d'azzurro a tre pali d'oro (citato in DAlena) (citato in BLBO - immagine in Blasone Bolognese (archiviato dall'url originale il 7 aprile 2017).) |
|        | Agolanti di rosso, all'aquila d'oro, al volo piegato a foggia di colomba, caricata nel cuore dallo scudetto di rosso, crociato d'argento (citato in MONT – pag. 148) |
|        | Agolanti d'oro, all'aquila spiegata di rosso, coronata del campo (citato in MONT – pag. 164) |
|        | Agolanti (Firenze) D'oro, all'aquila dal volo abbassato di rosso, rostrata e armata d'azzurro (http://www.archiviodistato.firenze.it/ceramellipapiani2/index.php?page=Famiglia&id=54%7Curlarchivio=https://web.archive.org/web/20160311164028/http://www.archiviodistato.firenze.it/ceramellipapiani2/index.php?page=Famiglia&id=54) alias D'oro, all'aquila dal volo chiuso di rosso, membrata e rostrata d'azzurro, caricata nel cuore dello scudetto del Popolo fiorentino (citato in ASFI) |
|        | Agolanti (Pistoia, Firenze) Di rosso, all'aquila dal volo abbassato d'oro, accompagnata da una stella a otto punte dello stesso (o d'azzurro), posta nel cantone destro del capo (citato in ASFI e in STPT) |
|        | Agolanti (Toscana) di rosso, all'aquila dal volo abbassato d'oro (?) (DE) In Rot 1 goldener? Adler (citato in KHIF) |
|        | Agolanti (Toscana) (DE) In Rot 1 schreitender goldener Vogel, auf der Brust belegt mit 1 mit 1 roten Kreuz belegten silbernen Scheibe (citato in KHIF) |
|        | Agolanti (Bologna) (la blasonatura non è stata ancora caricata) (citato in BLBO - immagine in Blasone Bolognese (archiviato dall'url originale il 7 aprile 2017).) |
|        | Agon (Sicilia) d'oro, a tre monti di verde, sormontati da una stella di rosso (citato in Mango) D'oro con tre monti verdi sormontati da una stella rossa (citato in DAlena e in NBSC) (Cenno storico in Famiglie nobili di Sicilia (archiviato dall'url originale il 12 febbraio 2018).) |
|        | Agosti e Agosti Lotti (Belluno) Titoli: Nobile, Conte troncato: al 1º d'argento all'aquila di nero, armata e membrata d'oro; al 2º partito di rosso e di azzurro al calice di oro citato in SPRE – Vol. I pag. 326) aquila di nero su argento - calice di oro su partito di rosso e di azzurro (citato in LEOM) |
|        | Agosti (Alessandria) Troncato, al 1° d'oro all'aquila, coronata, di nero, con il volo abbassato, ferma su un monte di tre colli di verde, muovente dalla partizione, al 2° d'azzurro, alla lettera A, accompagnata da tre stelle, il tutto d'oro (citato in SUBL, MANN) alias Troncato, al 1° d'oro all'aquila, coronata, di nero, con il volo abbassato, ferma su un monte di tre colli di verde, muovente dalla partizione, al 2° d'azzurro, allo scaglione d'argento, accompagnato da tre stelle d'oro (citato in SUBL, MANN) |
|        | Agosti (Alessandria) Titolo: Conti Troncato, al 1° d'oro all'aquila, coronata, di nero, con il volo abbassato, ferma su un monte di tre colli di verde, muovente dalla partizione, al 2° d'azzurro, allo scaglione d'oro, accompagnato da tre stelle (8) d'oro (citato in SUBL, MANN) alias Troncato, al 1° d'oro all'aquila, coronata, di nero, con il volo abbassato, ferma su un monte di tre colli di verde, muovente dalla partizione, al 2° d'azzurro, alla lettera A, accompagnata da tre stelle, il tutto d'oro (citato in SUBL, MANN) Motto: Spera in deo |
|        | Agosti o Agosta (Cremona) di ..., allo scaglione di ... accompagnato da tre stelle a otto raggi di ...; al capo di ... caricato di un'aquila di nero (citato in Tettoni, vol. VII, pag. 147.) di rosso al capriolo d'oro accompagnato da tre stelle di otto raggi dello stesso, col capo d'oro all'aquila di nero (citato in BLCR) |
|        | Agosti (Biella) Di rosso, alla fascia d'oro (citato in SUBL e in BLBI, p. 1, Tav. 2) |
|        | Agostinelli (Bassano Veneto) Titoli: Nobile troncato, semipartito: al 1º di oro all'aquila coronata di nero; al 2º d'argento; al 3º di rosso, ciascuno di questi due punti al leone dell'uno nell'altro; i leoni affrontati citato in SPRE – Vol. I pag. 326) aquila coronata di nero su oro - 2 leoni controrampanti di rosso e di argento su partito di argento e di rosso (citato in LEOM) |
|        | Agostini (Pisa) Titolo: Nobile Patrizia di Pisa troncato d'azzurro, a tre stelle di otto raggi d'oro, e di rosso (dovrebbe trattarsi non di un troncato ma di un capo d'azzurro, il che giustificherebbe l'ordinamento delle stelle in fascia. Anticamente la famiglia si chiamava Agostini del Barbiere e lo stemma era troncato con le stelle disposte 2 e 1) Motto: sic itur ad astra Troncato d'azzurro e di rosso, a tre stelle a otto punte d'oro, ordinate in fascia nel primo ( immagine di ASFI, su archiviodistato.firenze.it (archiviato dall'url originale l'11 marzo 2016).) (citato in ASFI) |
|        | Agostini (Lucca) Titolo: Nobile di Livorno d'azzurro al pino d'Italia nodrito nella pianura erbosa al naturale, sostenuto a sinistra da un leone, accostato a destra da un palmizio nodrito nella pianura e sormontato da tre stelle di sei raggi ordinate in fascia, il tutto d'oro citato in SPRE – Vol. I pag. 327 e Vol. IX pag. 183) albero di pino al naturale su terrazzo di verde su azzurro - leone rampante di oro su azzurro - albero di palma al naturale su azzurro - 3 stelle (6 raggi) di oro poste in fascia in alto su azzurro (citato in LEOM) |
|        | Agostini (Sassoferrato) d'azzurro al cervo al naturale passante sopra il terreno di verde uscente dalla punta, accompagnato in capo sopra le corna da una stella d'oro di sei raggi e all'altezza del dorso da una corona a cinque punte d'oro rovesciata (citato in SPRE – Vol. IX pag. 183) cervo passante al naturale su terrazzo di verde su azzurro - stella (6 raggi) tra le corna su azzurro - corona radiale dello stesso capovolta di oro su azzurro (citato in LEOM) |
|        | Agostini (Venezia) Titolo: Nobile di Venezia troncato: 1º d'oro all'aquila bicipite di nero coronata del campo; 2º bandato di rosso e d'argento; alla fascia d'azzurro caricata di un crescente d'argento sulla troncatura (citato in SPRE – Vol. II pag. 325) |
|        | Agostini (Livorno) D'azzurro, all'albero al naturale nodrito sul terreno dello stesso, accostato a destra da un ramo di palma nodrito sul terreno stesso, e a sinistra da un leone affrontato al tronco; il tutto d'oro, sormontato da tre stelle a sei punte dello stesso, ordinate in capo ( immagine di ASFI, su archiviodistato.firenze.it (archiviato dall'url originale l'11 marzo 2016).) (citato in ASFI) |
|        | Agostini (Siena) Bandato di sei pezzi di rosso e d'argento, al capo d'azzurro caricato di un crescente montante d'oro, e abbassato sotto il capo dell'Impero alias Troncato: nel 1º di...; nel 2º bandato di sei pezzi di... e di...; alla fascia diminuita attraversante di..., caricata di un crescente montante di.... (citato in ASFI) |
|        | Agostini (Cagli) (d'azzurro, al leone di ..., tenente con le branche anteriori un ..., sostenuto da un monte di tre cime di ... uscente dalla punta) (citato in DAlena) |
|        | Agostini (Toscana) (DE) Durch 1 eingebogene erniedrigte Spitze silber-blau geteilt (citato in KHIF) |
|        | Agostini (Cesena) (la blasonatura non è stata ancora caricata) (citato in BLCW) Immagine in Blasone Cesenate. |
|        | Agostini (Napoli) (la blasonatura non è stata ancora caricata) (citato in UNFE) Biblioteca Estense Universitaria (id. 4980) |
|        | Agostini di Cesena (Cesena) (la blasonatura non è stata ancora caricata) (citato in BLCW) Immagine in Blasone Cesenate. |
|        | Agostini Fantini Venerosi o Agostini Fantini Venerosi della Seta (Pisa) Titolo: Nobile Patrizi di Pisa (mf), Conti Palatini di Strido e Frosini (m) interzato in palo: nel 1º d'argento alla punta piegata di azzurro; nel 2º troncato: a) d'azzurro a tre stelle di otto raggi d'oro ordinate in fascia; b) di rosso; nel 3º troncato di nero e d'argento citato in SPRE – Vol. IX pag. 183) azzurro mantellato di argento - 3 stelle (8 raggi) di oro poste in fascia su azzurro - nero rosso e argento pieni (citato in LEOM) Motto: sic itur ad astra |
|        | Agostini Fantini Venerosi della Seta o Agostini Fantini Venerosi della Seta Grassi (Pisa) Titolo: Nobili Patrizi di Pisa (mf), Nobili di Pisa (mf), Conti (m) inquartato: nel 1º d'argento alla punta d'azzurro (Fantini); nel 2º troncato di nero e d'argento (Venerosi); nel 3º troncato semipartito: a) d'argento sfioccato di rosso alla banda nebulosa d'oro attraversante; b) inquartato di rosso e d'argento (Caetani); c) palato d'oro e di rosso di quattro pezzi; nel 4º d'argento alla banda di rosso caricata di due cani correnti d'argento collarinati di rosso, accompagnata da tre rose dello stesso bottonate del campo (Grassi). Sul tutto, spaccato d'azzurro a tre stelle d'oro di otto raggi, e di rosso citato in SPRE – Vol. I pag. 327) 3 stelle (8 raggi) di oro poste in fascia sull'azzurro dello scudetto troncato di azzurro e di rosso su - azzurro incappato di argento - troncato di nero e di argento - banda di oro ondata su sfioccato di rosso su argento - inquartato di rosso e di argento - palato di oro e di rosso (4 pezzi) - 2 cani correnti di argento collarinati di rosso su banda di rosso posti nel senso della banda su argento - 3 rose di rosso su argento poste 2 a destra e una a sinistra (citato in LEOM) Cimiero: un'arpia d'argento nascente Motto: sic itur ad astra |
|        | Agostini Trombetti (Fivizzano) d'azzurro, alla mano di carnagione indicante il monogramma YHS raggiante di oro nel capo dello scudo citato in SPRE – Vol. I pag. 327) D'azzurro, alla mano destra di carnagione vestita d'argento e posta in palo indicante, sormontata dal monogramma di Cristo d'oro, radioso dello stesso (citato in ASFI) |
|        | Agostini Trombetti (Fivizzano) mano sinistra di carnagione recisa di profilo indicante con l'indice il monogramma YHS su cerchio raggiante di oro su azzurro (citato in LEOM) |
|        | Agostini Zamperoli (Cagli) (la blasonatura non è stata ancora caricata) (citato in DAlena) |
|        | Agostino o D'Agostino (Palermo, Messina, Augusta) Titolo: nobile; barone D'azzurro a tre fasce d'oro accompagnate da sei vasetti pur d'oro situati 3, 2, 1 (citato in Mango, in DAlena e in NBSC) d'azzurro, a tre fasce d'oro, accompagnate da sei vasetti dello stesso, situati 3, 2, 1 (posti sotto le rispettive fasce) (citato in PRTS) (Cenno storico in Famiglie nobili di Sicilia (archiviato dall'url originale il 12 febbraio 2018).) |
|        | Agosto (Messina) d'azzurro, al capriolo d'argento, accompagnato da tre stelle (6 ?) dello stesso (citato in Mango) scaglione di argento accompagnato da - 3 stelle (6 raggi) dello stesso poste 2,1 tutto su azzurro (citato in LEOM) |

### Agr
| Stemma | Casato e blasonatura |
| ------ | --- |
|        | Agramonte (Sicilia) d'azzurro, al monte d'argento, sparso di balze di verde, movente dalla punta (citato in Mango) Campo azzurro con un monte d'argento e balze verdi (citato in DAlena e in NBSC) (Cenno storico in Famiglie nobili di Sicilia (archiviato dall'url originale il 12 febbraio 2018).) |
|        | Agraz (Palermo) Titolo: duca di Castelluzzo, marchese di Unia; barone di Castelluzzo, del Grano del tarì dei baroni, del Grano sopra i caricatori del Regno d'oro, a due viti, fruttifere di azzurro (citato in SPRE – Vol. I pag. 328, in Mango, in PRTS e in NBSC) D'oro con due viti verdi e grappoli d'uva azzurre (citato in DAlena e in NBSC) 2 tralci di vite fruttifere di azzurro su oro (citato in LEOM) (Cenno storico in Famiglie nobili di Sicilia (archiviato dall'url originale il 12 febbraio 2018).) Ulteriore ragguaglio storico in Famiglie nobili di Sicilia (archiviato dall'url originale l'11 febbraio 2018). |
|        | Agricola (Udine) Titoli: Nobile, Conte interzato in palo, di verde, di azzurro al leone di oro e di rosso (citato in SPRE – Vol. I pag. 328) leone rampante di oro sull'azzurro dell'interzato in palo di verde di azzurro e di rosso (citato in LEOM) Cimiero: il leone di oro nascente |
|        | Agrigento o Girgenti (Sicilia) Titolo: barone di Rabbugini Diviso, nel 1° azzurro un castello d'argento sormontato da tre torri dell'istesso metallo; nel 2° d'argento con tre fasce ondate d'azzurro (citato in Mango, in DAlena e in NBSC) (Cenno storico in Famiglie nobili di Sicilia (archiviato dall'url originale il 12 febbraio 2018).) |
|        | Agrinali (Venezia) Leone leopardito (citato in DAlena) (troncato: nel 1º d'argento, al leone leopardito d'oro, linguato di rosso; nel 2º interzato in palo di rosso, d'argento, caricato di una lettera A maiuscola di nero, e di verde) (citato in STBV) (immagine dello Stemmario reale di Baviera.) |
|        | Agrinali (Veneto) (troncato: nel 1º d'oro pieno; nel 2º di rosso, al palo d'argento caricato di una lettera A maiuscola di nero) (citato in STBV) (immagine dello Stemmario reale di Baviera.) (immagine dello Stemmario reale di Baviera.) |
|        | Agrinali (Veneto) (troncato: nel 1º d'argento, al leone leopardito d'oro lampassato d'azzurro; nel 2º interzato in palo di rosso, d'oro e d'azzurro, col pezzo centrale caricato di una lettera H maiuscola di nero) (citato in STBV) (immagine dello Stemmario reale di Baviera.) |
|        | Agrinali (Costantinopoli, Venezia) (la blasonatura non è stata ancora caricata) (citato in UNFE) Immagine nella Biblioteca Estense Universitaria (id. 5656). |
|        | Agrippa (Napoletano) (la blasonatura non è stata ancora caricata) (d'azzurro, al grifo d'oro, accompagnato in capo da un crescente d'argento, posto in banda) (citato in NBNA) |

### Agu
| Stemma                  | Casato e blasonatura |
| ----------------------- | --- |
|                         | Agu (Modena, Ferrara) (la blasonatura non è stata ancora caricata) (citato in UNFE) Immagine nella Biblioteca Estense Universitaria (id. 589). |
|                         | Agu (la blasonatura non è stata ancora caricata) (citato in UNFE) Immagine nella Biblioteca Estense Universitaria (id. 3652). |
|                         | Agu (Modena) (la blasonatura non è stata ancora caricata) (citato in UNFE) Immagine nella Biblioteca Estense Universitaria (id. 1538). |
|                         | Agù (Modena) d'azzurro, alla tigre rampante rivolta d'oro, impugnante un'alabarda d'argento (citato in GUCA – pag. 544 e in DAlena) |
| (disegno da correggere) | Agucchi Legnani (Bologna) partito dentato d'argento e d'azzurro al toro dell'uno all'altro, passante; col capo d'oro carico di un'aquila bicipite di nero coronata del campo (citato in SPRE – Vol. IX pag. 184) toro passante partito di azzurro e di argento su partito dentato di argento e di azzurro - aquila bicipite di nero coronata di oro su oro in capo (citato in LEOM) |
|                         | Aguilera o Aquilera (Sicilia) (d'azzurro, all'aquila d'oro) (citato in Mango) |
|                         | Agurio (Veneto) (di rosso, al braccio destro di carnagione, vestito d'oro, uscente dal lato sinistro dello scudo e tenente per il pie' fitto una crocetta patente d'oro) (citato in STBV) (immagine dello Stemmario reale di Baviera.) |
|                         | Aguselli (Cesena) (la blasonatura non è stata ancora caricata) (citato in BLCW) Immagine in Blasone Cesenate. |
|                         | Agustini (Lombardia, Venezia) (d'argento, alla fascia di rosso, alla mano d'aquila di nero attraversante sul tutto) (citato in STBV) (immagine dello Stemmario reale di Baviera.) (la blasonatura non è stata ancora caricata) (citato in UNFE) immagine nella Biblioteca Estense Universitaria (id. 7179)                                                                          |
|                         | Agustini (Veneto) (Troncato semipartito: nel 1º d'azzurro, alla lettera A maiuscola d'oro; nel 2º d'oro; nel 3º di verde) (citato in STBV) (immagine dello Stemmario reale di Baviera.) |

### Aia
| Stemma                  | Casato e blasonatura |
| ----------------------- | --- |
|                         | Aiala (Napoli) 2 lupi passanti di nero un sull'altro circondati da - 9 stelle (6 raggi) di azzurro poste 8 in doppio palo e una in alto tutto su argento (citato in LEOM) |
| (disegno da modificare) | Aiassa o Aiazza (Vercelli, Moncalieri) D'oro, a tre gazze al naturale, le superiori affrontate (citato in DAlena) alias D'oro, a tre gazze al naturale, le superiori affrontate, con la bordura composta d'argento e di nero (citato in DAlena)                                         |
|                         | Aiazzi (Firenze) di rosso alla fascia d'argento accompagnata da tre colombi al naturale volanti verso destra, due in capo e uno in punta (citato in SPRE – Vol. I pag. 328) fascia di argento su rosso - 2 colombi in alto in volo e uno in basso al naturale su rosso (citato in LEOM) |
|                         | Aiazzi (Pistoia) Di rosso, alla fascia d'argento, accompagnata da tre uccelli volanti al naturale, 2.1 ( immagine di ASFI, su archiviodistato.firenze.it (archiviato dall'url originale l'11 marzo 2016).) (citato in ASFI)                                                             |

### Aic
| Stemma | Casato e blasonatura |
| ------ | --- |
|        | Aicardo (Altino, Venezia) (la blasonatura non è stata ancora caricata) D'azzurro, alla fascia d'oro, in capo 3 soli posti in fascia e uno in punta, il tutto d'oro. (citato in UNFE) Immagine nella Biblioteca Estense Universitaria (id. 7183). |
|        | Aichardo (Altino, Venezia) (la blasonatura non è stata ancora caricata) (citato in UNFE) Immagine nella Biblioteca Estense Universitaria (id. 5657).                                                                                             |

### Aid
| Stemma | Casato e blasonatura |
| ------ | --- |
|        | Aidone (Sciacca) Titolo: barone di San Giuliano, Montagna di Marzo di rosso, alla fascia d'argento, accompagnata nel capo da due stelle (6) d'oro e in punta dallo scaglione d'argento (citato in SPRE – Vol. I pag. 329 e in PRTS) di rosso, alla fascia d'argento, accompagnata in capo da due stelle di sei raggi d'oro, ed in punta da un capriolo d'argento (citato in Mango) Campo rosso con fascia d'argento accompagnata da un capriolo d'argento in punta, e da due stelle d'oro con sei raggi in capo (citato in DAlena e in NBSC) fascia di argento su rosso - 2 stelle (6 raggi) di oro in alto - scaglione di argento in basso su rosso (citato in LEOM) (Cenno storico in Famiglie nobili di Sicilia (archiviato dall'url originale il 12 febbraio 2018).) |

### Aie
| Stemma | Casato e blasonatura |
| ------ | --- |
|        | Aiello (Napoletano) (la blasonatura non è stata ancora caricata) (d'argento, al leone di nero, lampassato e armato di rosso, caricato in cuore da un giglio d'oro) (citato in NBNA)                                 |
|        | Aiello (Napoletano) (la blasonatura non è stata ancora caricata) (d'argento, al grifone al naturale, lampassato e armato di rosso, tenente con la branca anteriore destra una pianta (?) di verde) (citato in NBNA) |
|        | Aiello (Napoletano) (la blasonatura non è stata ancora caricata) (d'argento, alla pianta (?) di verde) (citato in NBNA)                                                                                             |
|        | Aiello (Napoletano) di rosso al leone d'oro (citato in STVS) |
|        | Aierbi (Catanzaro) Di rosso a quattro pali d'oro (citato in DAlena e in BLCL) |
|        | Aierbo (Napoletano) (la blasonatura non è stata ancora caricata) (d'oro, a tre pali di rosso, alla bordura d'argento caricata di otto scudetto d'oro alla fascia d'azzurro) (citato in NBNA)                        |

### Aim
| Stemma | Casato e blasonatura |
| ------ | --- |
|        | Aimari o Aymari o Aymar (Villafranca Piemonte, Asti, Genova) Titolo: Signori di Villafranca Piemonte, Consignori di Reano D'azzurro, al leone d'argento armato di rosso (citato in SUBL, MANN) alias D'azzurro, al leone d'argento (armato di rosso?), con il capo di [...], carico di tre [...], di [...] (citato in SUBL, MANN) alias D'argento, alla fascia ondata nebulosa, di nero (citato in SUBL, MANN)                             |
|        | Aimerici (Bologna) (la blasonatura non è stata ancora caricata) (citato in BLBO - immagine in Blasone Bolognese (archiviato dall'url originale il 5 marzo 2016).) |
|        | Aimetta o Aymetta, poi Aimetta Falconis o Aymetta Falconis o Aymonetta (Centallo, Demonte) Titolo: conte di Gaiola Di porpora, alla banda d'argento, carica di due gigli e una stella del campo, accompagnata da due stelle d'oro (citato in SUBL, MANN) di porpora, alla banda d'argento, caricata di due gigli e una stella di porpora (giglio, stella, giglio), accompagnata da due stelle d'oro (citato in ARCN) Motto: Omnia in finem |
|        | Aimi (Cremona) Di rosso al gatto mammone seduto d'oro (citato in DAlena e in BLCR) Immagine in Blasonario Cremonese (archiviato dall'url originale il 2 marzo 2017). |
|        | Aimino o Aimini o Adamini o Adamino (Vercelli) D'oro, alla fascia di rosso, alla pianticella di verde, sradicata, posta in palo (citato in SUBL) |
|        | Aimo (originari di Mondovì, in Torino) Titolo: Consignori di Costigliole Di rosso, a due bande d'argento a spina di pesce, caricate, caduna, di tre gigli d'azzurro, con il capo d'oro (citato in SUBL, MANN) alias Di rosso, a due bande d'argento a spina di pesce, caricate, caduna, di tre crocette di nero, con il capo d'oro, carico di un'aquila coronata, di nero (citato in SUBL, MANN) Motto: Crescam ut evehar                  |
|        | Aimo o Aymo (Torino) Un scudo contornato a beneplacito di gueules ad un leopardo passante d'argento frontato sopra del medesimo ad una fascia dentata e ridentata d'azzurro (citato in SUBL, MANN) |
|        | Aimone o Aymone (da Rivoli e Torino, in Avigliana e con breve linea in Susa) Titolo: Consignori di Castellamonte Di rosso, al leone d'argento (citato in SUBL, MOLA p. 72,MANN) Motto: Animo non viribus |
|        | Aimonino (Crescentino) Titolo: Conti di Tricerro D'argento a un albero, nutrito sulla pianura erbosa, verso destra, sinistrato da due leoncini correnti uno dietro l'altro, al naturale; con il capo d'azzurro carico di tre gigli d'argento ordinati in fascia (citato in SUBL, MANN) |

### Ain
| Stemma | Casato e blasonatura |
| ------ | --- |
|        | Ainesi o Aynesi (Nizzardo) D'azzurro, allo scaglione d'oro, accompagnato in capo da due stelle, dello stesso, in punta da una colomba d'argento, tenente nel becco un ramo d'olivo d'oro (citato in SUBL) |

### Aio
| Stemma | Casato e blasonatura |
| ------ | --- |
|        | Aiossa (Palmi) d'azzurro a due sbarre d'argento accompagnate da due stelle del medesimo (6 ?), una in capo e l'altra in punta (citato in SPRE – Vol. I pag. 329 e in NBNA) 2 sbarre di argento su azzurro - 2 stelle (6 raggi) di argento poste in banda ai due cantoni opposti su azzurro (citato in LEOM) |
|        | Aiossa (Napoletano) (la blasonatura non è stata ancora caricata) (d'azzurro, alla banda d'argento, caricata di un filetto del campo, accompagnata da due conchiglie pure d'argento) (citato in NBNA) |
|        | Aiossa (Gioiosa) d'azzurro, a due sbarre d'argento accompagnata da due conchiglie d'oro (Immagine nella Raccolta stemmi Trippini (JPG).) |
|        | Aiossi (Napoletano) (la blasonatura non è stata ancora caricata) (di rosso, a tre bande d'oro caricata ciascuna di un filetto in banda d'azzurro) (citato in NBNA) |

### Air
| Stemma | Casato e blasonatura |
| ------ | --- |
|        | Aira o Ayra (Canavese) Titolo: Consignori di Priacco, Salto Di nero allo scaglione d'oro, con il capo d'azzurro, cucito, e carico di tre gigli d'oro, ordinati in fascia (citato in SUBL, MANN) |
|        | Airaldi (Alassio) d'azzurro, a due leoni affrontati al naturale tenenti colle branche superiori un semivolo d'argento (citato in GUCA – pag. 489 e in DAlena) |
|        | Airaldi (Torino) 2 leoni controrampanti di oro su azzurro - ala sinistra di argento tra le anteriori - rosa al naturale in basso su azzurro (citato in LEOM) |
|        | Airola o Airolo (Sicilia) d'azzurro, alla quercia al naturale, nodrita sopra un terreno dello stesso, sinistrata dal leone d'oro, rampante contro il tronco (citato in Mango) |
|        | Airoldi (Palermo) Titoli: Duca di Cruyllas, Marchese di Santa Colomba, Conte di Lecco, Signore di Bellagio, trattamento di Don e Donna troncato: al 1º d'oro all'aquila coronata di nero; al 2º partito, troncato, trinciato e tagliato d'azzurro e d'argento (o, meglio, gheronato d'argento e d'azzurro) (citato in SPRE – Vol. I pag. 329 e Vol. IX pag. 185, in PRTS e in NBSC) aquila coronata di nero su oro - grembiato di argento e di azzurro (8 pezzi) (citato in LEOM) alias interzato in fascia: nel 1° d'oro, all'aquila spiegata di nero; nel 2° grembiato d'argento e d'azzurro; nel 3° d'argento, alla biscia d'azzurro. Corona e mantello di duca (citato in Mango) interzato in fascia, nel 1° d'oro con un'aquila nera colle ali al volo spiegate; nel 2° grembiato d'argento e d'azzurro; nel 3° d'argento con la biscia d'azzurro. Corona di marchese (citato in NBSC) Ornamenti esteriori: ducali Cimiero: l'aquila del campo nascente Svolazzi: d'argento e d'azzurro (Cenno storico in Famiglie nobili di Sicilia (archiviato dall'url originale il 12 febbraio 2018).) Ulteriore ragguaglio storico in Famiglie nobili di Sicilia (archiviato dall'url originale l'11 febbraio 2018). |
|        | Airoldi (Torino) d'azzurro a due leoni d'oro contro rampanti sostenenti un'ala spiegata al naturale, con una rosa di rosso, gambuta e fogliata d'oro, in punta allo scudo Svolazzi: d'oro, di rosso e d'azzurro (citato in SPRE – Vol. IX pag. 184) |
|        | Airoldi (Chioggia) (la blasonatura non è stata ancora caricata) (troncato d'azzurro e di rosso; al leone rivoltato d'oro attraversante sormontato da tre stelle (6) male ordinate (citato in Araldica gentilizia (archiviato dall'url originale il 4 marzo 2016).) |
|        | Airoldi (Sicilia) (la blasonatura non è stata ancora caricata) (citato in UNFE) Immagine nella Biblioteca Estense Universitaria (id. 2832). |
|        | Ajroldi di Robbiate (Milano) Titoli: Barone dell'I. A., Cavaliere dell'I. A.,Nobile, trattamento di Don e Donna partito, troncato, trinciato, tagliato d'azzurro e d'argento, col capo d'oro, carico di un'aquila di nero (citato in SPRE – Vol. I pag. 330 e Vol. IX pag. 185) grembiato di argento e di azzurro (8 pezzi) - aquila di nero su oro in capo (citato in LEOM) |
|        | Airoli (Genova) Titolo: Conti di Sala Monferrato di azzurro alla quercia al naturale, terrazzata di verde, sinistrata e sostenuta dal leone rampante di oro (citato in SPRE – Vol. I pag. 330) D'azzurro, alla quercia nutrita sulla pianura di verde, sinistrata da un leone d'oro (citato in SUBL, MANN) albero di quercia al naturale su terrazzo di verde su azzurro - leone rampante di oro su terrazzo contro la quercia su azzurro (citato in LEOM) alias D'azzurro, alla quercia nutrita sulla pianura erbosa, al naturale, sostenuta a destra da un leoncino d'oro, rivoltato (citato in SUBL, MANN) |

### Aiu
| Stemma | Casato e blasonatura |
| ------ | --- |
|        | Aiutamicristo (Pisa) D'argento, alla fascia di losanghe accollate d'azzurro (citato in DAlena e in ASFI)                                                                      |
|        | Aiuto o Ajuto di rosso, alla croce d'oro, accantonata da quattro bisanti del secondo, e caricata, in orlo, da una corona di paternostri di nero (citato in Mango e in DAlena) |

### Aj
| Stemma | Casato e blasonatura |
| ------ | --- |
|        | Ajala (Sicilia) d'argento, a due lupi neri passanti, accompagnati da nove stelle nere di sei raggi, situate in orlo (citato in Mango e in DAlena) d'argento con due lupi neri passanti situati in palo, accompagnati da nove stelle nere con sei raggi, situate in orlo (citato in NBSC) (Cenno storico in Famiglie nobili di Sicilia (archiviato dall'url originale il 12 febbraio 2018).) |
|        | Ajedo (Sicilia) d'argento, all'albero di pino sradicato di verde, accompagnato da due cavalli correnti di nero (citato in Mango e in DAlena) d'argento con un albero di pegno verde, accompagnato da due cavalli neri passanti (citato in NBSC) albero nodrito su terrazzo di verde uscente dalla punta attraversante - 2 cavalli galoppanti un sull'altro sullo stesso terrazzo tutto al naturale su argento (citato in LEOM) (Cenno storico in Famiglie nobili di Sicilia (archiviato dall'url originale il 12 febbraio 2018).) |
|        | Ajello D'argento con onde azzurre, dalle quali sorge una testa di pesce delfino che guarda i raggi di un sole rosso movente dall'angolo destro del capo (citato in DAlena) |
|        | Ajello (Cosenza) D'oro alla sbarra d'azzurro caricata di 3 stelle del campo (citato in DAlena e in BLCL) |
|        | Ajello (Termini Imerese) 3 stelle (6 raggi) di oro su sbarra di azzurro su oro - 2 leoni contropassanti sulla sbarra di azzurro su oro (citato in LEOM) |
|        | Ajello di Messina (Sicilia) d'oro, alla sbarra d'azzurro, caricata da tre stelle del campo, accompagnata da due leoni rivolti del secondo (citato in Mango) |
|        | Ajello e Ajello di Termini (Sicilia) d'oro, all'albero di palma di verde, abbrancato da un leone di nero (citato in Mango e in NBSC) alias di rosso, al leone d'oro (citato in Mango e in NBSC) (Cenno storico in Famiglie nobili di Sicilia (archiviato dall'url originale il 12 febbraio 2018).) |
|        | Ajerbi d'Aragona (Sicilia) d'oro, a quattro pali di rosso, e la bordura d'azzurro, caricata da otto scudetti d'argento, alla fascia d'azzurro (citato in Mango) |
|        | Ajrola o Airolo (Ovada) D'azzurro, alla quercia al naturale, nodrita sulla pianura di verde, sinistrata da un leone d'oro (citato in STOV) |
|        | Ajutamicristo (Sicilia) Titolo: barone d'oro, a cinque fuselli d'azzurro, accollati e situati in fascia, decrescenti dal centro (citato in Mango) alias d'oro con cinque fuselli azzurri accollati e situati in fascia, lo scudo cimato da elmo con lambrequini (citato in NBSC) (Cenno storico in Famiglie nobili di Sicilia (archiviato dall'url originale il 12 febbraio 2018).) |
|        | Ajuto (Trapani) Titolo: barone di rosso con una croce d'oro ed una corona di pater noster neri situata broccante in orlo (citato in NBSC) (Cenno storico in Famiglie nobili di Sicilia (archiviato dall'url originale il 12 febbraio 2018).) |